# Kanton Sainte-Sévère-sur-Indre
Sainte-Sévère-sur-Indre is een voormalig kanton van het Franse departement Indre. Het kanton maakte deel uit van het arrondissement La Châtre. Het werd opgeheven bij decreet van 18 februari 2014 met uitwerking op 22 maart 2015 en in zijn geheel bij het kanton La Châtre gevoegd.

## Gemeenten
Het kanton Sainte-Sévère-sur-Indre omvatte de volgende gemeenten:
- Feusines
- Lignerolles
- Pérassay
- Pouligny-Notre-Dame
- Pouligny-Saint-Martin
- Sainte-Sévère-sur-Indre (hoofdplaats)
- Sazeray
- Urciers
- Vigoulant
- Vijon